# SVT Forum
SVT Forum är ett tv-program som sänds i SVT2 (tidigare Kunskapskanalen). Programmet hade premiär den 18 januari 2010 och ersatte 24 Direkt.  Programmet sänds normalt på vardagarna mellan 09.00 och 16.15. Rapport sänds 12.00 och 16.00.

## Ekonomi
2021 var kostnaden för SVT Forum 5,4 miljoner kronor, vilket var den minsta redovisade programkategoriposten. Posterna för kategorierna fiktion, underhållning och sport var tillsammans över 500 gånger större; 2938,2 miljoner kronor. Den näst minsta posten var skarvar vars kostnad var nästan 9 gånger större; 47,9 miljoner kronor.:132